# U-339
| U-339 | U-339 | U-339 |
| --- | --- | --- |
| U 339 | | |
| | | |
| Зображення підводного човна підтипу VIIC                                                                     | | |
| Верф | Nordseewerke, Емден | Nordseewerke, Емден |
| Під прапором                                                                                                 | Третій Рейх | Третій Рейх |
| Належність                                                                                                   | Крігсмаріне | Крігсмаріне |
| Порт приписки                                                                                                | Кіль, Берген, Тронгейм | Кіль, Берген, Тронгейм |
| Замовлення                                                                                                   | 17 грудня 1940 | 17 грудня 1940 |
| Закладений                                                                                                   | 7 липня 1941 | 7 липня 1941 |
| Спуск на воду                                                                                                | 30 червня 1942 | 30 червня 1942 |
| Введений до складу флоту                                                                                     | 25 серпня 1942 | 25 серпня 1942 |
| На службі | 1942—1945 | 1942—1945 |
| Загибель | 5 травня 1945 року затоплений екіпажем у порту міста Вільгельмсгафен, рештки корабля підняті після війни та розібрані на брухт | 5 травня 1945 року затоплений екіпажем у порту міста Вільгельмсгафен, рештки корабля підняті після війни та розібрані на брухт |
| Сучасний статус                                                                                              | розібраний на брухт | розібраний на брухт |
| Бойовий досвід                                                                                               | Друга світова війна Битва за Атлантику                                                                                         | Друга світова війна Битва за Атлантику                                                                                         |
| Проєкт | | |
| Тип ПЧ | середній торпедний ДПЧ | середній торпедний ДПЧ |
| Вартість | 4 714 000 ℛℳ | 4 714 000 ℛℳ |
| Основні характеристики                                                                                       | | |
| Швидкість (надводна)                                                                                         | 17,9 вузла | 17,9 вузла |
| Швидкість (підводна)                                                                                         | 8 вузлів | 8 вузлів |
| Робоча глибина занурення                                                                                     | 100 м | 100 м |
| Гранична глибина занурення                                                                                   | 220 м | 220 м |
| Автономність плавання                                                                                        | 135—174 км на швидкості 4 вузли (в підводному положенні) 11 470 км на швидкості 10 вузлів (у надводному положенні)             | 135—174 км на швидкості 4 вузли (в підводному положенні) 11 470 км на швидкості 10 вузлів (у надводному положенні)             |
| Екіпаж | 44—60 осіб | 44—60 осіб |
| Розміри | | |
| Довжина найбільша (по КВЛ)                                                                                   | 67,1 м | 67,1 м |
| Ширина корпусу найб.                                                                                         | 6,2 м | 6,2 м |
| Висота | 9,6 м | 9,6 м |
| Середня осадка (по КВЛ)                                                                                      | 4,74 м | 4,74 м |
| Водотоннажність надводна                                                                                     | 769 т | 769 т |
| Силова установка                                                                                             | | |
| дизель-електрична; 2 дизельних двигуни MAN M 6 V 40/46, 2 електродвигуни Siemens-Schuckert-Werke GU 343/38-8 | | |
| Гвинти | 2 | 2 |
| Потужність                                                                                                   | 2800—3200 к.с. (дизелі) 750 к.с. (електродвигуни)                                                                              | 2800—3200 к.с. (дизелі) 750 к.с. (електродвигуни)                                                                              |
| Озброєння | | |
| Артилерія | 1 × 88-мм палубна гармата SK C/35                                                                                              | 1 × 88-мм палубна гармата SK C/35                                                                                              |
| Торпедно- мінне озброєння                                                                                    | 4 носових і один кормовий ТА 14 торпед або 26 мін TMA                                                                          | 4 носових і один кормовий ТА 14 торпед або 26 мін TMA                                                                          |
| ППО | 1 × 37-мм зенітна гармата Flak M42 2 × 20-мм зенітні гармати FlaK 30                                                           | 1 × 37-мм зенітна гармата Flak M42 2 × 20-мм зенітні гармати FlaK 30                                                           |

U-339 — німецький середній підводний човен типу VIIC, що входив до складу Військово-морських сил Третього Рейху за часів Другої світової війни. Закладений 7 липня 1941 року на верфі № 211 компанії Nordseewerke в Емдені. Спущений на воду 30 червня 1942 року. 25 серпня 1942 року корабель увійшов до складу 8-ї навчальної флотилії ПЧ ВМС нацистської Німеччини.

## Історія
U-339 належав до німецьких підводних човнів типу VIIC, найчисельнішого типу субмарин Третього Рейху, яких було випущено 703 одиниці. Службу розпочав у складі 8-ї навчальної флотилії ПЧ, з 1 березня 1943 року переведений до складу 11-ї бойової флотилії ПЧ з базуванням у Бергені, а після отримання пошкоджень унаслідок авіаційного удару, 1 квітня 1943 року, переданий у 22-гу навчальну флотилію.
22 березня 1943 року U-339 вийшов у свій перший бойовий похід, а 26 березня був виявлений британським патрульним літаком «Каталіна» і серйозно пошкоджений глибинними бомбами. В результаті решту війни човен провів як навчальне судно в школі підготовки екіпажів підводних човнів. 5 травня 1945 року затоплений екіпажем у порту міста Вільгельмсгафен у ході операції «Регенбоген», рештки корабля підняті після війни та розібрані на брухт.

## Командири
- Капітан-лейтенант Георг-Вільгельм Бассе (25 серпня 1942 — 17 травня 1943)
- Оберлейтенант-цур-зее Вернер Ремус (18 травня 1943 — 23 лютого 1945)